# امس (رود)
امس رودی است به دریای شمال می‌ریزد. این رود از کشورهای آلمان و هلند می‌گذرد.